# Chamar (klášter)
Chamar (mongolsky Хамарын хийд, Chamaryn chíd, tedy Chamarský klášter) je buddhistický klášter v Mongolsku, přibližně 47 kilometrů jižně od Sajnšandu. Klášter založil roku 1820 básník a pátý nojon chutagt Ravdžá. Klášterní komplex se v první polovině 19. století stal významným kulturním centrem, byl v něm vytvořen prostor pro výuku dětí a vyšší vzdělání, pro pořádání divadla (a zde byla produkována první mongolská divadelní představení, od roku 1832). Po Ravdžově smrti zde byla básníkova mumie vystavena a uchovávána velká část jeho pozůstalosti. Klášter byl zničen po vzniku Mongolské lidové republiky, částečně obnoven v roce 1990.
Klášterní komplex se skládá z několika klášterů, nedaleko od centra byla vystavena „Šambala“ a památník na místo, kde se za Ravdžy hrálo divadlo. Pro meditaci se využívá nedaleký jeskyně stoosmidenní meditace.